# Жулі Фабр
Жулі Фабр (фр. Julie Fabre, 27 червня 1976) — французька синхронна плавчиня.
Учасниця Олімпійських Ігор 1996 року, де в змаганнях груп у складі своєї збірної посіла 5-те місце.